# Puno (vùng)
Puno là một vùng ở đông nam Peru. Vùng này giáp khu La Paz của Bolivia về phía đông, Madre de Dios (vùng) về phía bắc, Cusco và Arequipa về phía tây, Moquegua (vùng) về phía tây nam, và Tacna (vùng) về phía nam. Thủ phủ là thành phố Puno nằm bên hồ Titicaca. Vùng này nằm  nằm trên cao nguyên Collao, bên bờ tây của hồ Titicaca. Andes chiếm 70% diện tích đất của vùng còn phần còn lại là rừng mưa Amazon

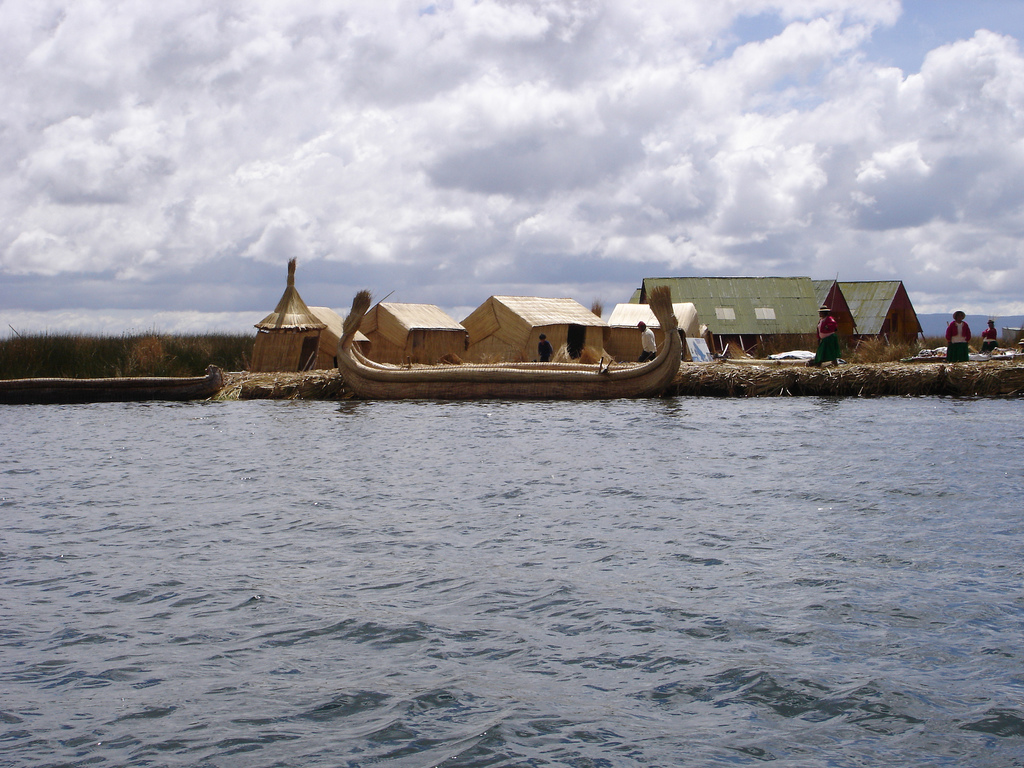
Hồ Titicaca, một phần năm ở vùng Puno

## Các tỉnh
Vùng này được chia ra thành 13 tỉnh (provincia), các tỉnh lại được chia ra thành 107 huyện (distrito). Các tỉnh được liệt kê như dưới đây (tỉnh lỵ nằm trong ngoặc đơn):
- Azángaro (Azángaro)
- Carabaya (Macusani)
- Chucuito (Juli)
- El Collao (Ilave)
- Huancané (Huancané)
- Lampa (Lampa)
- Melgar (Ayaviri)
- Moho (Moho)
- Puno (Puno)
- San Antonio de Putina (Putina)
- Sandia (Sandia)
- San Román (Juliaca)
- Yunguyo (Yunguyo)

Bản mẫu:Regions of Peru